# Eduard Rüppell
Eduard Rüppell, de son nom complet Wilhelm Peter Eduard Simon Rüppell, est un naturaliste et un explorateur prussien, né le 20 novembre 1794 à Francfort-sur-le-Main et mort le 10 décembre 1884 dans cette même ville.

## Biographie
Fils d'un riche banquier, on le destine tout d'abord aux affaires, mais lors d'une visite au Sinaï en 1817, il découvre l'histoire naturelle. Il suit alors des cours de botanique et de zoologie dans les universités de Padoue et de Gênes.
Rüppell se rend pour la première fois en Afrique en 1817 et remonte le Nil jusqu’aux chutes d’Assouan en Haute-Égypte.
Il monte sa première grande expédition en 1821 et est assisté par le chirurgien Michael Hey (1798-1832). Ils voyagent dans le désert du Sinaï et sont les premiers européens à atteindre, en 1822, le golfe d'Aqaba. Ils se rendent ensuite à Alexandrie en traversant le mont Sinaï. En 1823, ils remontent le Nil jusqu'en Nubie, récoltant des spécimens dans la région au sud d'Ambukol et retournent au Caire en juillet 1825. Ils organisent une autre expédition à travers l'Abyssinie, mais les deux explorateurs doivent renoncer à cause de problèmes de santé. Son récit de voyage paraît en 1829 sous le titre : Beschreibung und Abbildung mehrerer neuer Fische, im Nil.
Rüppell retourne en Europe en 1827. Durant son absence, Philipp Jakob Cretzschmar, à partir des spécimens qui lui sont envoyés par Rüppell publie une partie de Atlas zu der Reise im nordlichen Afrika (1826).
Durant son second voyage, de 1830 à 1834, accompagné par le taxidermiste Theodor Erckel (1811-1897) et au début par le baron von Kittlitz, il traverse l’Éthiopie d’est en ouest et est le premier naturaliste à réussir la traversée de l'Abyssinie. Il en rapporte des collections considérables, de spécimens d'histoire naturelle mais aussi de manuscrits éthiopiens antiques. Il réalise de nombreux relevés cartographiques de régions jusqu’alors inconnues.
À son retour en Allemagne, il fait paraître de nombreux livres sur ses voyages et les observations qu’il y a faites, comme Abbildungen zur Reise in Abyssinien en 1835 ou Reise in Abyssinien de 1838. Il étudie également les collections d’animaux qu’il a rapportées. En 1845, il fait paraître un livre sur la taxinomie des oiseaux d’Afrique du nord-ouest, Systematische Übersicht der Vögel Nord-Ost-Afrika's, où il décrit 532 espèces. Rüppell publie également sur les reptiles, les amphibiens et notamment les poissons (Fische des rothen Meeres, 1828, réédition en 1835). Ses collections servent de base au Muséum Senckenberg de Francfort.
Il est enterré au cimetière principal de Francfort.

## Espèces dédiées
Plusieurs espèces lui ont été dédiées dont:
- Fauvette de Rüppell (Sylvia rueppelli)
- Vautour de Rüppell (Gyps rueppellii)
- Perroquet de Rüppell (Poicephalus rueppellii)
- Eurocéphale de Rüppell (Eurocephalus rueppelli)
- Renard de Rüppell ou Renard famélique (Vulpes rueppellii)
- Pipistrelle de Rüppell (Pipistrellus rueppellii) (en)
- Tisserin de Rüppell (Ploceus galbula)